# Spirama euphrages
Spirama euphrages är en fjärilsart som beskrevs av Louis Beethoven Prout 1924. Spirama euphrages ingår i släktet Spirama och familjen nattflyn. Inga underarter finns listade i Catalogue of Life.